# Транзакційний аналіз

Ерік Берн — творець транзакційного аналізу.

Транзакці́йний (трансакці́йний, транза́ктний, транса́ктний) ана́ліз — це аналіз спілкування. Одиниця спілкування називається трансакцією. Теорію трансакційного аналізу розробив американський психолог та психотерапевт Ерік Берн у 60-х роках XX століття. Основні положення цієї теорії викладені ним у книзі «Ігри, у які грають люди» і широко використовуються у психотерапії при лікуванні різних психологічних розладів, а також у роботі психологів з корекції поведінки людини.

## Основні положення і структура
Трансакція — це одиниця взаємодії партнерів по спілкуванню, що супроводжується представленням їх позиції.

Схема трьох «Я-станів».

Ерік Берн помітив, що кожна людина в різних ситуаціях займає різні позиції (Я-стани) відносно одна одної, що знаходить своє відображення у взаємодії (трансакціях). Основними позиціями при цьому є три, котрі умовно були названі Берном: Батько, Дорослий і Дитина (Дитя).
1. Батько — стан, подібний образу батьків, якому притаманні такі якості: навчання, виховання, повчання, турбота, впевненість у своїй правоті, «роби як я», «це добре», «це погано» та ін. Завдяки цій «схемі поведінки»: 1) людина може ефективно грати роль батька (матері); 2) виходячи із принципу «так прийнято робити», багато наших реакцій стали автоматичними, що допомагає зберігати час і енергію. Вимагає, оцінює (засуджує і схвалює), навчає, керує, піклується тощо (Характерні фрази: «Піди і зроби…», «Ти зобов'язаний…», «Ти не повинен…», «Не дозволяється»).
2. Дорослий — характеризується отриманням, переробкою, аналізом інформації і, на основі цього, прийняттям рішень з метою ефективної взаємодії з навколишнім світом. Працює з інформацією, розмірковує, аналізує, уточнює ситуацію, розмовляє на рівних, апелює до розуму, логіки тощо (Характерні фрази: «Що ми знаємо про цей предмет?», «Останні дані вказують на…», «Тому я пропоную…»).
3. Дитина — стан подібний образу дитини, для якої є притаманними: інтуїція, творчість, спонтанність, відкритість, безпосередність, щирість, емоційність, довіра, любов. Але, з іншого боку, це: 1) стан «бунту», неслухняності, вередливості, капризності; 2) стан «пристосування», здатність до маніпулювання. Виявляє почуття (образи, страху, провини тощо), підкоряється, пустує, виявляє безпорадність, задає питання: «Чому я?», «За що мене покарали?», перепрошує у відповідь на зауваження тощо (користується такими словами: «Давайте…», «Я хочу…», «Як чудово…»).

Додаткові транзакції — це такі взаємодії людей, коли у відповідь на ваші дії партнер реагує саме так, як ви хотіли та очікували. Такі транзакції складаються, якщо кожен із партнерів знаходиться на одному рівні (Батько-Батько, Дорослий-Дорослий чи Дитина-Дитина). Вони також мають назву додаткові транзакції І типу.
Проте транзакція може бути додатковою і при спілкуванні партнерів, які знаходяться на різних позиціях. Це стосується тих випадків, коли лінії транзакції не перетинаються (Батько-Дитина, Дитина-Батько). Це так звані додаткові транзакції ІІ типу.
Перехресні транзакції — це ситуація, в якій в процесі взаємодії відповідна реакція на стимул не є бажаною та очікуваною. Проте слід зазначити, що транзакції, які перетинаються, бувають і корисними. Транзакції, що перетинаються характеризують складні відносини, при яких спілкування проходить перехресно, між різними «Я-станами» (стимул: «Дорослий» — «Дорослий»; реакція: «Батько» — «Дитина» та ін.). Перехресні транзакції часто є джерелом конфліктів.

## Теорія сценаріїв
Вперше теорію сценаріїв розробили Ерік Берн та його колеги, особливо Клод Стайнер. Берн у своїх ранніх роботах визначив життєвий сценарій, як «несвідомий життєвий план». Потім дав повніше визначення: «План життя складається в дитинстві, закріплюється батьками, виправдовується ходом подій і досягає піку на виборі шляху».
Сценарій — це «план життя, зіставлений в дитинстві», отже дитина сама бере участь у своєму сценарії. На рішення про вибір життєвого сценарію впливають не тільки зовнішні фактори, але воля дитини. Навіть коли діти різні і виховуються в одних і тих самих умовах, вони можуть скласти різні плани свого життя. Вчений наводить приклад про двох братів, яким матір сказала: «Ви обидва потрапите до психлікарні». Згодом один з братів став хронічним психічним хворим, а інший психіатром.
Термін «рішення» в теорії життєвого сценарію використовується, в іншому значенні, яке зазвичай наводять у словнику. Дитина приймає рішення про свій сценарій в результаті почуттів до того, як почати говорити. При цьому дитина використовує, доступні їй в цьому віці, тестування реальності.
Ерік Берн увів поняття сценарні сигнали, тобто тілесні ознаки, які вказують на те, що людина увійшла в свій сценарій. Це може бути глибокий вдих, зміна положення тіла і напруження якоїсь частини тіла.
Берн виділяє шість паттернів сценарного процесу:
1. «Доки не» — щось хороше не може трапитись доки не трапиться щось погане. Відповідає міфу про Геракла, що не міг стати богом, доки не здійснить складні та тяжкі подвиги.
2. «Після» — «після хорошого має трапитись щось погане». Відповідає міфу Дамокла, що бенкетував багато днів аж одного разу не помітив підвішений над собою меч і не міг спокійно жити після цього далі.
3. «Ніколи» — подібно до Тантала, який в Аїді був спраглим і голодним та не міг ані напитись, ані наїстись, хоч стояв у воді, а над головою у нього росли плоди, так і люди з подібним сценарієм постійно повторюють про свої невдачі, труднощі і вважають, що вони нічого з ними не можуть зробити.
4. «Завжди» — «неприємності завжди трапляються зі мною». Арахну покарала богиня Афіна і вона мусила завжди плести павутину.
5. «Майже» — Сізіф покараний богами в Аїді котив угору камінь і майже підійнявши його на гору він не втримував його в руках і той знову падав. Такі люди майже досягають своєї мети, але «дійти до кінця» не можуть.
6. «Сценарій з відкритим кінцем» — «досягнувши цілі, я не знаю, що робити далі». В міфі про Філомену і Баукіса — стара подружня пара була перетворена богами на два дерева, що росли одне біля одного[3].

Контрсценарій — деяка послідовність дій, що призводять до «позбавлення» сценарію. Як і сценарій, контрсценарій закладається батьками, проте з використанням іншого Я-стану: сценарій закладається дитиною батьків, тоді, як контрсценарій — його батьками. Наприклад для сценарію «Ти повинна страждати» контрсценарієм має бути «Твоє життя налагодиться, якщо ти вдало вийдеш заміж».
Антисценарій — «сценарій навпаки». Людина, що діє протилежно сценарію, та тим не менше той все одно впливає на неї. Сценарій продовжує вливати на людину, на те, що людина робить погано і навпаки. Наприклад чоловік якому уготовано по образу батька бути тихим сімейним п'яницею, кинув пити, але й кидає сім'ю. Чи юнак, який повинен бути завжди зі своєю старою матір'ю, а тому має берегти себе та мати мінімальні контакти з дівчатами, починає постійно змінювати подруг, вживати наркотики і займатись екстремальними видами спорту. Як видно на цьому прикладі, поведінка людини все ж залежить від батьківських установок і тому передбачувана.